# 亨利·利特沃特
亨利·查爾斯·利特沃特（英語：Henry Charles Littlewort，1882年7月7日—1934年11月21日）是一位英國業餘足球運動員，曾參加1912年夏季奥林匹克运动会，他協助英国贏得足球比賽的金牌，並參加所有三場比賽。此外，利特沃特於1907年1月19日為水晶宫打了一場比賽，對富勒姆的客場比賽中擔任了中場位置，但水晶宫以1比2輸掉了比賽。

## 個人生活
利特沃特在第一次世界大战期間曾擔任皇家步兵團的中士。

## 外部連結
- 亨利·利特沃特在Sports Reference